# 1806 au Nouveau-Brunswick
Chronologie du Nouveau-Brunswick
- 1802
- 1803
- 1804
- 1805
- 1806
- 1807
- 1808
- 1809
- 1810

Cette page concerne des événements survenus en 1806 dans la colonie du Nouveau-Brunswick.

## Naissances
- 12 août : George Ryan, député